# Claudia Pavel
Claudia Pavel alias Claudia Cream (n.  19 octombrie 1984 în Mangalia) este o cântăreață română de muzică pop. A făcut parte din trupa Candy, ulterior urmând o carieră solo.

## Cariera
Claudia Pavel a luat primele lecții de muzică la vârsta de 7 ani. La 15 ani și-a făcut debutul pe scena muzicală din România alături de grupul Candy. Deși succesul a fost considerabil, Claudia a decis să se îndrepte către o carieră solo.
A continuat sub titulatura Cream în anul 2002, odată cu lansarea primului ei single „Mai aproape” și a primului album solo „Crede în mine”. A urmat cel de-al doilea single, „Cânt pentru tine”, după care în 2003, pe 20 noiembrie, lansează cel de-al doilea album „Aștept”. De pe acest album promovează două piese „Închide ochii”, o colaborare cu Marius Moga și „Jumătatea mea”, un featuring cu trupa Simplu.
Al treilea album, intitulat „Te vreau”, este lansat pe 1 ianuarie 2005. „Nu din prima seară” este piesa ce promovează materialul. Pe 12 ianuarie 2006 apare și cel de-al patrulea album sub numele de „48 de ore”, de pe care sunt lansate două single-uri: „Cântecul inimii” și „Știu ce-ți place” (Vanilla Cream), un featuring cu Matteo.
După doi ani de muncă în străinatate, Claudia Pavel se întoarce cu un material nou și cu un nume de scenă nou: Claudia Cream. La sfârșitul anului 2008, lansează piesa „Candy” care prinde foarte bine la public și urcă pe primul loc în topuri. Piesa face parte de pe albumul „Wrong Girl For That”, un material realizat și masterizat în Suedia, Germania, Marea Britanie și Statele Unite ale Americii. Artista a lucrat cu echipa care a masterizat și albumele trupei ABBA.
Cel de-al doilea single „Just A Little Bit” este un featuring cu rapperul american Fatman Scoop. Lansarea oficială a albumului a avut loc pe 6 august în Discoteca Tineretului din Costinești, Constanța. Următorul single, „Don't Miss Missing You”, a aparut în toamna anului 2009.
În vara anului 2011, Claudia a obținut un rol principal în filmul de acțiune, „Terapia pentru crimă” în care ea a jucat rolul unui ucigaș profesionist. A cântat și pentru soundtrack-ul filmului. Filmul a avut previzualizarea pe 24 noiembrie 2013 la Festivalul de Film Psihanalitic în București la Cinema Studio, în care este versiunea românească a Festivalului European de Film Psihanalitic de la Londra prezidat de regizorul celebru italian Bernardo Bertolucci. Filmul a avut premiera pe 29 septembrie, la Bucuresti.

## Discografie
Claudia Cream a lansat până în prezent cinci albume pe plan solo și un album în grupul Candy. Albumul "Wrong Girl For That" a fost lansat în peste 10 țări europene, iar printre colaboratori se numără Ryan Tedder, solistul trupei britanice OneRepublic, care a mai compus și pentru Beyoncé, Jordin Sparks sau Leona Lewis.

### Albume Candy
- Candy (2000)

### Albume solo
| Anul              | Album               | Casa de discuri |
| ----------------- | ------------------- | --------------- |
| 24 august 2001    | Crede în mine       | MediaPro Music  |
| 22 noiembrie 2003 | Aștept              | Roton           |
| 1 ianuarie 2005   | Te vreau            | Roton           |
| 1 decembrie 2006  | 48 de ore           | Roton           |
| 6 august 2009     | Wrong girl for that | Cat Music       |

### Single-uri
| Titlu                                          | An   | Poziții în topuri | Poziții în topuri | Poziții în topuri | Album      |
| Titlu                                          | An   | ROM               | FRA               | GER               | Album      |
| ---------------------------------------------- | ---- | ----------------- | ----------------- | ----------------- | ---------- |
| „Mai aproape”                                  | 2002 | -                 | -                 | -                 |            |
| „Cânt pentru tine”                             | 2002 | -                 | -                 | -                 |            |
| „Închide ochii” (cu Marius Moga)               | 2003 | -                 | -                 | -                 |            |
| „Jumătatea ta” (cu Simplu)                     | 2003 | -                 | -                 | -                 |            |
| „Nu din prima seară” (cu CRBL)                 | 2005 | -                 | -                 | -                 |            |
| „Cântecul inimii”                              | 2006 | -                 | -                 | -                 |            |
| „Știu ce-ți place (Vanilla Cream)” (cu Matteo) | 2006 | -                 | -                 | -                 |            |
| „Candy”                                        | 2008 | -                 | -                 | -                 |            |
| „Just a Little Bit” (cu Fatman Scoop)          | 2009 | -                 | -                 | -                 |            |
| „Don't Miss Missing You”                       | 2009 | -                 | -                 | -                 |            |
| „Crazy”                                        | 2010 | -                 | -                 | -                 |            |
| „Sună-mă”                                      | 2015 | -                 | -                 | -                 |            |
| „Privilege”                                    | 2015 | -                 | -                 | -                 |            |
| „A Guy Like You” (cu Dante Thomas)             | 2016 | -                 | -                 | -                 |            |
| „Andale”                                       | 2016 | -                 | -                 | -                 |            |
| „Hit the Dancefloor”                           | 2017 | -                 | -                 | -                 | fără album |
| „Supernova”                                    | 2017 | -                 | -                 | -                 | fără album |
| „Touch me” (cu Buppy Brown)                    | 2017 | -                 | -                 | -                 | fără album |
| „Far Away”                                     | 2017 | -                 | -                 | -                 | fără album |
| „Dependentă”                                   | 2017 | -                 | -                 | -                 | fără album |
| „Ain't Nobody” (cu Deejay Fly)                 | 2017 | -                 | -                 | -                 | fără album |
| „Muza ta”                                      | 2018 | -                 | -                 | -                 | fără album |
| „Deja-vu”                                      | 2018 | -                 | -                 | -                 | fără album |
| „Îmi e dor” (cu Bibanu)                        | 2019 | -                 | -                 | -                 | fără album |
| Bibanu - „Dă mai tare” (cu UDDI)               | 2019 | -                 | -                 | -                 | fără album |
| Bibanu - „Vrăjeală”                            | 2019 | -                 | -                 | -                 | fără album |

### Videografie
- Simplu - Jumătatea ta (Feat. Cream) (2004)
- Candy (2008)
- Just a little bit (Feat. Fatman Scoop) (2009)
- Don't miss missing you (2009)
- Crazy (2010)
- Sună-mă (2015)
- A guy like you (Feat. Dante Thomas) (2016)

## Viața personală
Claudia Pavel a absolvit Facultatea de Teatru a Universității Hyperion din București și are o diplomă de master în TV Producție de la Universitatea Hyperion. Vorbește fluent în engleză și română, are cunoștințe de bază de spaniolă și franceză. Locuiește în prezent atât în Los Angeles și București, unde ea își termină al șaselea album de lucru cu producții Keybeats și urmează o carieră în actorie.